# 交響曲第3番 (スクリャービン)
《交響曲 第3番〈神聖な詩（フランス語: Le Divin Poème : Troisième Symphonie (Ut) pour grand Orchestre）〉》作品43は、アレクサンドル・スクリャービンの中期に位置する管弦楽曲。1904年頃に発表された。

## 楽器編成
ピッコロ1、フルート3、オーボエ3、イングリッシュホルン、クラリネット3、バスクラリネット、ファゴット3、コントラファゴット、ホルン8、トランペット5、トロンボーン3、チューバ、ティンパニ（一人）、ハープ2、第1・第2ヴァイオリン各16, ヴィオラ12、チェロ12、コントラバス8

## 演奏時間
約47分（各25分、12分、10分）

## 楽曲構成
以下の3つの楽章からなり、それぞれにフランス語で題名が付されている。
- [Introduction : Lento （第1楽章の序奏。モットー主題が呈示される。レント）]

1. Luttes : Allegro（「闘争」。アレグロ。ハ短調）
2. Voluptés : Lento（「悦楽」。レント）
3. Jeu divin : Allegro（「神聖なる遊戯」アレグロ。ハ長調）

3つの楽章は互いに連結されている。また、第1楽章は、主部に先立ち序奏が設けられている。この序奏では、トロンボーンを主とする低音域に、モットーとなる強烈な主楽想が登場して、それに強奏のトランペットが応答したところで、第1ヴァイオリンと木管楽器が参入する。

### 「闘争」
第1楽章は、主楽想の変形がヴァイオリンに登場し、それが低音に引き継がれて、次第にクライマックスを築き上げていく。それが消え去ると、弱音器を付けた弦楽器に讃美歌調の主題が登場する。続いて木管楽器とヴァイオリンが、低音の伴奏に合わせて第2の旋律を歌い出すと、今度は長いトレモロに乗って「ドレスデン・アーメン」を連想させる主題が登場し、トランペットが充実した伴奏に合わせて、いくつもの主題を原形で示す。
再現部の後で、激しい伴奏に合わせてホルンとヴァイオリンに主楽想が戻ってくる。第1楽章の締め括りは激しいが、徐々に減衰し、休みなく第2楽章に突入する。

### 「悦楽」
ゆるやかで甘美な旋律は、まず木管楽器とホルンに現れ、後に弦楽器に移ると、トランペットが先行楽章の信号音を繰り返す。この旋律は次第に情熱的になっていくが、ホルンの力強いパッセージに打ち破られる。最終的にホルンのパッセージは喜ばしげな調子を帯びてきて、低音がトランペットの信号音を転回させて響かせるうち、フィナーレに至る。

### 「神聖なる遊戯」
弦楽器のきびきびしたリズムに合わせて、トランペットが信号音の変奏を響かせる。木管楽器とホルンによる和音伴奏に乗って、第2の旋律がオーボエとチェロに登場するが、いきなり最初の旋律が戻ってきて中断される。
展開部の後でホルンのエピソードと、転回された信号音が戻ってくる。
楽章終止になるまでに、第1楽章の主楽想が復帰し、ユニゾンによる信号音に合わせて、余韻をもって終結を迎える。

## 評価
《神聖な詩》は、1905年にレフ・コニュスがピアノ4手用に編曲を行なっている。レオニード・サバネーエフは、この交響曲は、オーケストラで上演するよりも、ピアノで演奏した時のほうが分かりやすいと述べており、セルゲイ・タネーエフのある門下生の次のような発言を引用した。「スクリャービン本人がこの交響曲をピアノで弾いた時にどんなふうに響いたかを聞きとらなければなりません。スクリャービンはこの曲を、《ピアノのための詩曲》の一種であるかのように扱ったのです。その印象は忘れがたく、オーケストラによる演奏にもまさって聞こえました。」

## 註記
1. ↑  Leonid Sabaneev: Erinnerungen an Alexander Skrjabin. Verlag Ernst Kuhn 1925/2005. (p32) ISBN 3-928864-21-1